# الانتخابات في الصومال
بعد الاستقلال نشط في الجمهورية الصومالية أحزاب سياسية أبرزها رابطة الشباب الصومالي، أول منظمة سياسية في البلاد، ولم يدم ذلك طويلا حيث سيطر المجلس الثوري الأعلى بقيادة سياد بري على السلطة عام 1969 وأصدر قرارا بحظر جميع الأحزاب السياسية وبنى سياساته عن شكل من أشكال الاشتراكية العلمية مستوحى من الصين والاتحاد السوفيتي.
في أعقاب اندلاع الحرب الأهلية عام 1991 والتي شهدت الإطاحة بنظام محمد سياد بري، أفسح العديد من الأحزاب السياسية المتبقية الطريق أمام إنشاء ولايات إقليمية مستقلة أو شبه مستقلة في الأجزاء الشمالية من البلاد، أو انقسمت إلى ميليشيات متناحرة في الجنوب.
بعد العديد من محاولات إيجاد مصالحة وطنية، تشكلت الحكومة الفيدرالية الانتقالية (TFG) في عام 2004 تمثلت مهامها في وضع دستور جديد والانتقال إلى حكومة رسمية.  في عام 2012 تسكلة حكومة الصومال الفيدرالية وهي حاليًا حكومة الصومال المعترف بها دوليًا.

## ما بعد المرحلة الانتقالية
في يونيو 2011 تم تمديد ولاية الرئيس الصومالي شريف شيخ أحمد ورئيس مجلس النواب شريف حسن شيخ آدم وأعضاء مجلس النواب حتى أغسطس 2012 بموجب اتفاقية كمبالا وأُجريت انتخابات برلمانية ورئاسية بعد ذلك.
كجزء من "خارطة الطريق الرسمية لإنهاء المرحلة الانتقالية" التقى مسؤولو الحكومة الصومالية في مدينة جروي عاصمة ولاية بونتلاند شمال شرق الصومال في فبراير 2012 لمناقشة ترتيبات ما بعد المرحلة الانتقالية، وبعد مداولات ومناقشات مستفيضة حضرها الشركاء الإقليميون والمراقبون الدوليون، انتهى المؤتمر بتوقيع اتفاق بين الرئيس شريف شيخ أحمد ورئيس الوزراء عبد الولي محمد علي ورئيس البرلمان شريف حسن شيخ آدم ورئيس ولاية بونتلاند عبد الرحمن محمد فرولي ورئيس ولاية غلمدغ محمد أحمد عالم، وممثل تنظيم أهل السنة والجماعة خليفة عبدالقادر نور، ونص الاتفاق على ما يلي:
أ) تشكيل برلمان جديد من مجلسين يتكون من 225 عضوًا في الغرفة الأدنى (مجلس الشعب) و 54 عضوًا في الغرفة الأعلى (مجلس الشيوخ) ؛
ب) 30٪ من مقاعد مجلس النواب مخصصة للنساء؛
ج) يُنتخب الرئيس عن طريق انتخابات دستورية؛
د) يتم اختيار رئيس الوزراء من قبل الرئيس ويعين بدوره أعضاؤ مجلس الوزراء. 

## انتخابات 2016-2017

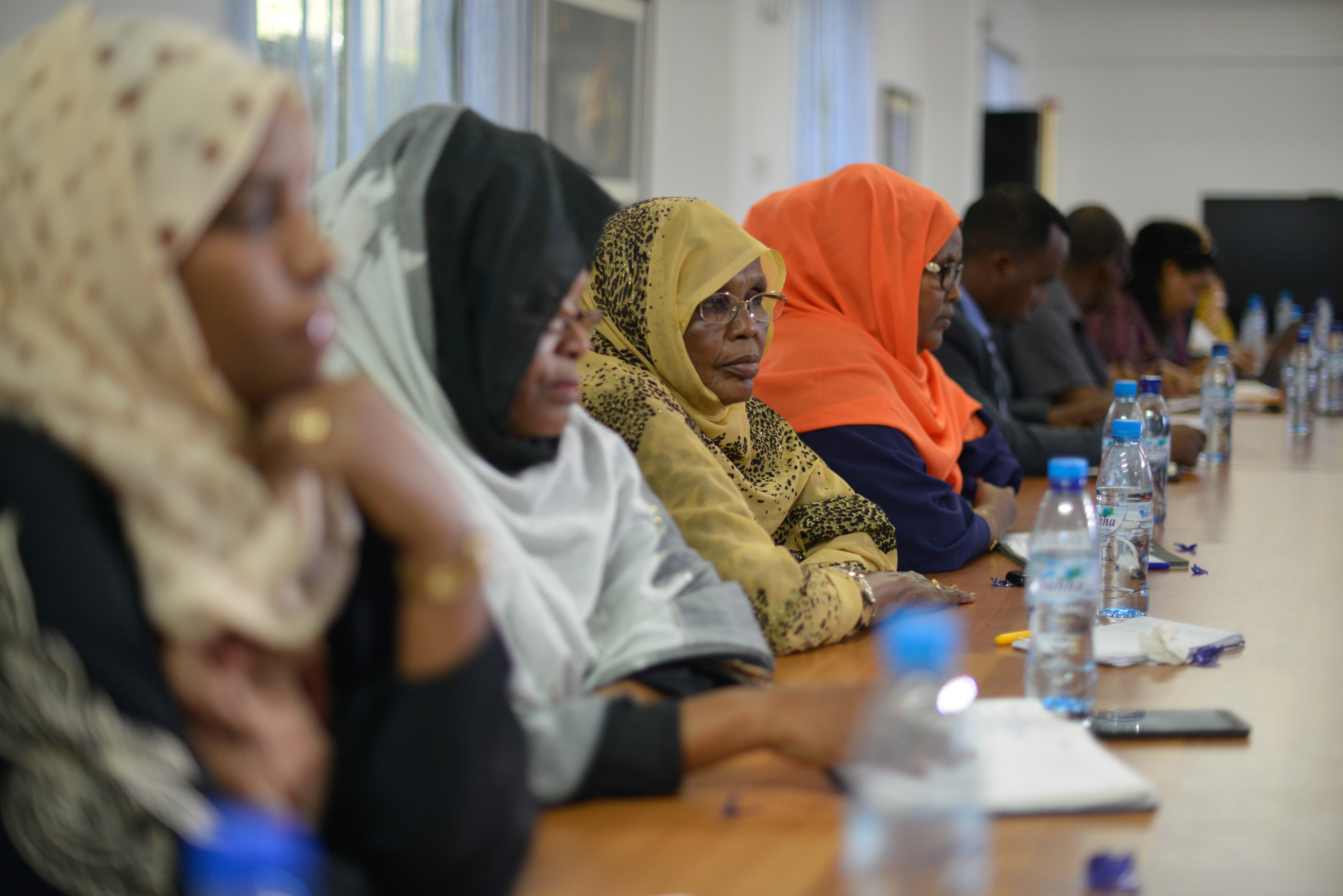
القيادات النسائية الصومالية وأعضاء المجتمع المدني وكبار المسؤولين من بعثة الاتحاد الأفريقي في الصومال (أميسوم) والأمم المتحدة في اجتماع عقد في مقديشو في 11 أغسطس 2016. وقد وافقوا على دعم نتائج منتدى القيادة الوطنية الصومالية.

أجريت انتخابات 2016-2017 بالاقتراع غير المباشر، وكانت آخر انتخابات مباشرة في الصومال قد أجريت عام 1969 ولم يمر عام عليها حتى استولى المجلس الثوري الأعلى على السلطة بانقلاب أبيض، وُكِّلت المفوضية الوطنية المستقلة للانتخابات برئاسة حليمة إسماعيل إبراهيم بالتمهيد لانتخابات مباشرة بتكلفة 53 مليون دولار في 2020/2021 إلا أن ذلك لم يحدث. 

## 2021-2022 انتخابات
كان من المقرر إجراء انتخابات مباشرة في الصومال عام 2020 لأول مرة منذ عام 1969 إلا أن ذلك لم يحدث وأجريت الانتخابات بطريقة غير مباشرة. وتم تفويض بعثة الأمم المتحدة لتقديم المساعدة إلى الصومال لدعم التحضير للانتخابات.  وتأجلت الانتخابات التي كان من المقرر إجراؤها في فبراير 2021.
أُجريت انتخابات مجلس الشيوخ الغرفة الأعلى من البرلمان الاتحادي في الصومال في الفترة ما بين 29 يوليو و13 نوفمبر 2021. ويشكل النساء في المجلس أقل من نسبة 30٪ المخصصة لهم ويشغلن 24٪ فقط (13 من 54) من المقاعد.
انطلقت انتخابات مجلس الشعب الغرفة الأدنى في البرلمان في 1 نوفمبر وكان من المتوقع أن تنتهي في 24 ديسمبر 2021، ومُددت عدة مرات إلى 25 فبراير، ثم إلى 15 مارس، وكان من المقرر الانتهاء منها بحلول 31 مارس 2022. 
بعد تأجيل لعدة مرات انتخب البرلمان الفيدرالي الصومالي حسن شيخ محمود رئيسًا للبلاد في عام 2022.